# Miami Vice Theme
Pour les articles homonymes, voir Miami Vice.
Clip vidéo
[vidéo] « Miami Vice Theme », sur YouTube
Miami Vice Theme (thème de Deux Flics à Miami) est un indicatif musical du compositeur américain Jan Hammer, musique de générique et de thème de la série policière américaine Deux Flics à Miami (1984-1989), sorti en single en 1985,, extrait de la série d'albums Miami Vice (Album) (en) de la bande originale de la série, 1re place du Billboard Hot 100 américain (single) et du Billboard 200 (album),. 

## Histoire

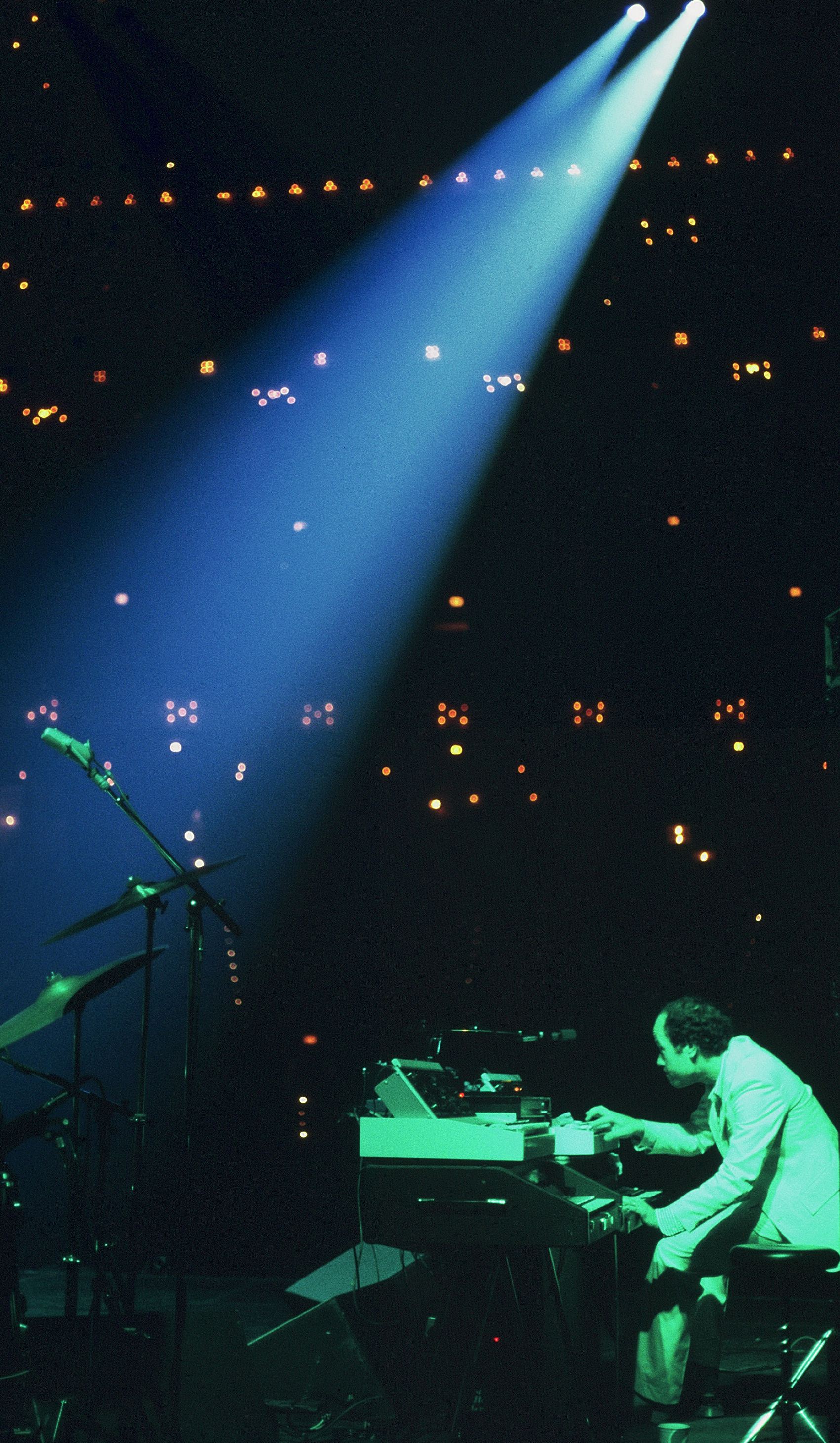
Jan Hammer, en 1977

Le compositeur américain Jan Hammer compose entre autres cette musique de générique au séquenceur musical, synthétiseur, guitare électrique, et boîte à rythmes, diffusée pour la première fois à la télévision américaine avec le premier épisode de la série Deux Flics à Miami de septembre 1984. Cette musique emblématique de la série contribue à son succès international des années 1980. Le single sort en 1985, 1re place du Billboard Hot 100 américain 1985, quadruple disque de platine vendu à plus de quatre millions d'exemplaires dans le monde, extrait de la série d'albums Miami Vice (Album) (en) (1er du Billboard Hot 200, vendu à plus de 11 millions d'exemplaires). Le titre est réédité de nombreuses fois en divers versions de longueurs et de remix. 

## Générique clip
La version Miami Vice Theme de 56 secondes est diffusée avec les génériques des 111 épisodes de la série, sur fond d'une série d'images caricaturales de Miami en Floride, de soleil, palmiers, flamants roses, océan Atlantique, courses de offshores, planches à voile, bikinis,  jaï-alaï, courses de chevaux et de lévriers, Rolls-Royce, perroquets, et de buildings, de palaces, et de plages de Miami Beach... Elle n'est pas reprise pour le film Miami Vice : Deux Flics à Miami, de 2006. 

## Télévision
- 1984-1989 : Deux Flics à Miami, de Michael Mann, série policière américaine de 111 épisodes.

## Classement
- 1re place du Billboard Hot 100 américain.
- 5e au Royaume-Uni
- 4e au Canada.
- 1986 : Grammy Awards des Meilleure composition instrumentale et Meilleur Pop Instrumental Performance.